# マジシャンの一覧
マジシャンの一覧（マジシャンのいちらん）では、各国のマジシャンを列記した一覧である。

## アジア

### インド
- P. C. ソーカー（Jr.含む）

### 韓国
- アン・ハーリム
- イ・フン
- テッド・キム
- チャーミング・チョイ
- ニッキー・ヤン
- ハ・ウォングン
- ハン・ソルフィ
- パク・ソルハ
- ユ・ホジン
- リ・ウンギョル
- ルーカス
- レッド・ハット
- JUNO

### 香港
- ルイス・ヤン（Louis Yan）

### 台湾
- ライ・ポーチェン
- サニー・チェン
- ホレット・ウー
- ポーカー・チェン
- リュー・チェン（劉謙)
- リー・アンシェン
- レッド・ツァイ
- ワン・カイフー

### 中国
- Tonny jan（トニー・ジャン）
- 吉慶堂李彩（中国人李彩）
- 楊宝林

### 日本
- 亜空亜shin
- 秋元正
- 新子景視
- アッキー
- 荒木巴
- アルス
- イリュージョニストDAIKI
- 五十嵐ひとみ
- 五十嵐友希（Garnet Group）
- 一徳斎美蝶
- 一陽斎系列 - 胡蝶の舞を創案。
  - ジャグラー操一 - 息子に初代正一、孫に2代目正一、3代目正一。
  - 一陽斎正一 - 3代続いた。
  - 一陽斎蝶一
  - ジャグラー都一
  - ジャグラー禎一
- 石田天海
- 伊藤一葉
- 伊藤夢葉
- Wade
- 内田伸哉
- 内田貴光
- 緒川集人
- 小川勝繁
- 小川心平
- 奥村幸司
- オジリー(Garnet Group)
- 小野坂東（Ton 小野坂）
- 春日了
- カズ・カタヤマ
- 片岡双六（Garnet Group）
- 桂朝太郎
- 上口龍生
- 紙磨呂
- からくりどーる
  - シエル
  - CHARA
- キタノ大地
- 北見伸
- 北見マキ
- 木本秀和
- KYO-SUKE
- 喜代野
- 清田益章
- 帰天斎正一
  - 帰天斎小正一
  - 一柳斎柳一
  - 堀ジョージ
- 木村マリニー一門
  - 保田春雄
  - アダチ龍光
  - アダチ龍一
  - アサダ二世
  - アダチ壮一（龍光門下）
- キャラメルマシーン
- KEITO OKA
- KiLa
- コンプレッサー
- 小泉エリ
- 小泉ポロン
- 小林洋介
- 小林恵子
- 工藤一町
- クロッキー
- 坂本一魔
- 里一磨(さとかずま)
- さとる
- 真田豊実
- 島田晴夫
- 篠原直人
- ジロリアン陸
- Shurei
- 松旭斎系列
  - 松旭斎天一（しょうきょくさい　てんいち）
  - 快楽亭ホスコ（初代快楽亭ブラック門下から松旭斎天一門下で松旭斎天左）
  - 松旭斎天右
  - 松旭斎天菊
  - 松旭斎小天菊
  - 松旭斎貞一
  - 弄球子ビリケン（松旭斎貞一門下で松旭斎貞桜）
  - 松旭斎天花
  - 松旭斎天華
  - 松旭斎小天華
  - 松旭斎天二
  - 松旭斎天水
  - 松旭斎天遊
  - 松旭斎天雷
  - 松旭斎天芳
  - 松旭斎天曉
  - 松旭斎天勝（しょうきょくさい てんかつ）
  - 松旭斎天洋（しょうきょくさい　てんよう）
  - 松旭斎天光
  - 松旭斎滉洋
  - 松旭斉滉祥
  - 松旭斎天正
  - 松旭斎小天正
  - 松旭斎たけし（後のマジカルたけし）
  - 松旭斎天旭
  - 松旭斎小天旭
  - 松旭斎天松
  - 松旭斎若天旭
  - 松旭斎静花
  - 松旭斎良子
  - 松旭斎天春
  - 松旭斎広子
  - 松旭斎天若
  - 松旭斎菊代
  - 松旭斎文子（後の女優桜むつ子）
  - 松旭斎八重子
  - 松旭斎美恵子
  - 松旭斎美江子
  - 松旭斎すみえ
  - 松旭斎広子
  - 松旭斎良子
  - 松旭斎美智
  - 松旭斎天城
  - 松旭斎正恵
  - 松旭斎美登
  - 松旭斎ちどり
  - 松旭斎天政（後のチャーリー鈴木)
  - 松旭斎天曲
  - ワンダー天勝
  - ワンダーのり子
  - 引田天功 (初代)（松旭斎天洋門下）
  - 引田天功 (2代目)＝プリンセス・テンコー（松旭斎天洋門下）
  - 引田天洋
- 笑都(Garnet Group)
- Daimagic
- 髙橋匠
- 高山リオ(LEO the tr1ckster)
- 手品王子
- 伝々
- 楽しくん
- 笑福亭智之介
- ジョニー広瀬
- SIN（Garnet Group）
- スピリット百瀬
- セロ
- ゼンジー中村
- ゼンジー北京
- ゼンジー・一億
- ダーク広和
- ダーク大和
- DaiGo
- 地天斎貞一
- 天遊斎アカシ
- 土居圭介
- 東邦新悟
- 都々
- トランプマン
- 中西里奈
- 中村一登久
- 渚晴彦
- ナポレオンズ
- ノーヴ・ハッセル・アベ
- 二瓶二大
- 布目貫一
- バーディー・コヤマ
- 光太郎
- 久本高大
- ビッグ・伊藤
- ビックリツカサ
- 瞳ナナ
- 日向大祐
- 平岩白風
- 廣木涼
- ヒロ・サカイ
- 深井洋正
- ふじいあきら
- 藤本明義
- 藤山晃太郎
- 藤山新太郎
- 藤山大樹
- 二川滋夫
- Fumiya(Garnet Group)
- プリマベーラ
- ブラック嶋田
- ブラボー中谷
- フロタマサトシ
- ぺる
- ベンジャミンUWANO
- 魔法の愛華
- 日本一のマジシャン ポンチ
- 前田真考
- マーカ・テンドー
- 前田知洋
- マジシャンえいち
- マジシャン先生
- マジシャンのぼる
- マジック中島&ひろみ
- マギー一門
  - マギー憲司
  - マギー信沢
  - マギー勝司
  - マギー司郎
  - マギー審司
  - マギー隆司
  - マギー直樹
  - マギー布野
  - マギー裕基
  - マギー塁
  - マギー瑠美
- マジックジェミー
- MAKOTO
- 益田克也（マジックのクリエーター）
- 松田道弘
- まっきー（Garnet Group）
- 魔耶一星
- まんぼう
- MiiNA　ミーナ
- MKマジック
- Mr.オクチ
- ミスター．スキン
- 水卜雫（Garnet Group）
- ミナミ
- Mr.YuKi
- 巳碧
- 御寺ゆき
- 未来大
- 峯村健二
- ムッシュ・ピエール
- メイガス
- モンブラン
- JOE・MAGIC　ジョマジ
- 山上兄弟
- 有紀天香
- ゆうきとも
- YUKI YANAGAWA
- Yusuke
- 養老瀧之丞（北見翼）
- よぺ
- Dr.レオン
- Dr.ZUMA
- NIKE/和生
- Mr.マリック
- Mr.フレイム
- Mr.Color
- RYOTA
- Ars
- マジシャンMH
- ラッキー片山

## アメリカ

### アメリカ合衆国
- S・W・アードネス（賭博師。アマチュアマジシャンでもあったと推測されている）
- ポール・ルポール
- チャーリー・ミラー
- マイケル・アマー
- アラン・アッカーマン
- エド・マーロー（エドワード・マルコフスキー。ポーランド国籍を持つが生まれも育ちもアメリカ（シカゴ））
- ハリー・アンダーソン
- ジョニー・トンプソン（ザ・グレート・トムソーニ ＆ カンパニー）
- セオドール・アンネマン（セオドア・アンネマン）
- デビッド・ウィリアムソン
- クリス・エンジェル
- オキト(OKITO)
- SHIN OKU
- デビッド・カッパーフィールド
- マーティン・ガードナー
- フランク・ガルシア（カードマジック「シカゴオープナー」などを考案）
- フランツ・ハラーレイ
- ポール・カリー（カードマジック「アウト・オブ・ディス・ワールド」などを考案）
- マック・キング
- U・F・グラント
- マイケル・クローズ（カードマジック「フロッグ・プリンス」などを考案）
- ハリー・ケラー
- アルバート・ゴッシュマン（コインマジック「サン・アンド・ムーン」などを考案)
- リッキー・ジェイ（カード投げ）
- ラリー・ジェニングス（カードマジック「ビジター」などを考案）
- チャン・リン・スー（程連蘇）
- マイケル・スキナー
- ジェイ・スコット・ベリー
- ジェフ・マックブライド
- ジョナサンニール・ブラウン
- ジークフリード&ロイ
- セロ・タカヤマ
- ネイザン・バートン
- ネルソン・ダウンズ（キング・オブ・コイン）
- ノーム・ニールセン
- ハーラン・ターベル（手品の百科事典『ターベルコース・イン・マジック』の著者）
- ダロー
- ダン・ハーラン
- ユージン・バーガー
- ランス・バートン
- ポール・ハリス（カードマジック「リセット」などを考案）
- ダリエル・フィツキー（奇術評論家）
- デビッド・ブレイン
- J.B.ボウボウ
- チャニング・ポロック
- MadV
- トニー・チャペック
- トム・マリカ
- マックス・マリニ
- ビル・マローン
- マックス・メイビン（フィル・ゴールドシュタイン）
- ジェイソン・ラティマー
- リチャード・オスタリンド
- デビッド・ロス
- ハリー・ロレイン
- パーシ・ダイアコニス - 数学者に転向しカードのシャッフルを数学的に解析するなど手品と関連が深い研究も行っている。

### アルゼンチン
- カルロス・バラガン
- センバ
- ヘンリー・エバンス
- ミルコ
- ラトコ
- レネ・ラバン（片腕の奇術師）

### カナダ
- カール・クローティエ
- グレッグ・フリューイン
- ダイ・バーノン
- ショーン・ファーカー
- ジェームズ・ランディ（アメージング・ランディ）
- ジュリアナ・チェン
- リチャード・フォージェ
- シン･リム

## オセアニア

### オーストラリア
- アーサー・バークリー（『Card Control』の著者）

## ヨーロッパ

### イギリス
- ロイ・ウォルトン
- アレックス・エルムズレイ
- カーディニ
- アル・コーラン
- デリック・ディングル
- スコット・ペンローズ
- ガイ・ホリングワース
- ダニエル・マディソン
- ダレン・ブラウン
- テリー・ハーバート
- ジャスパー・マスケリン
- ポール・ダニエルズ
- リチャード・マグドゴーロ

### イタリア
- シェザン
- シルバン
- トニー・スライディーニ
- パオロ・ガイア

### オーストリア
- マジック・クリスチャン
- ヨハン・ネポムク・ホーフツィンザー（ホーフジンザー）

### オランダ
- スコット・ザ・マジシャン&ミス・ミュリエル
- フレッド・カップス
- トミー・ワンダー
- ゲル・コッパー
- ハンス・クロック
- マジックアンリミテッド
- ダン・ルフェイ
- ディオン

### スイス
- パットペリー&アルヒバルト
- パベル
- ピエリック
- ピーター・マービー
- ファンタシオ
- マルコ・テンペスト
- ロベルト・ジョビー

### スウェーデン
- トッパー・マーチン
- レナート・グリーン

### スペイン
- アルトゥロ・デ・アスカニオ
- アントニオ・ロメロ
- チェマ
- ハビエル&アナ
- ファン・マヨラール
- ヘクター・マンチャ
- ホアン・タマリッツ
- ミゲル・ムニョス
- ユンケ
- ダニ･ダオルティス

### ドイツ
- アラナ
- エリック・ヤン・ハヌッセン（第三帝国の預言者）
- エプス
- サトリ
- シモン・ピエロー
- セバスチャン・ニコラス
- ディー・ザウダラー
- ドクター・マラックス
- トモユキ・オオサカ
- トパーズ
- トミー・テン&アメリー
- トム・ボス
- ハンス・モレッティ
- フランクリン
- ペキ
- ユンゲ・ユンゲ
- ロクサーヌ

### ハンガリー
- ソーマ
- デイヴィッド
- ハリー・フーディーニ（脱出王）
- ピーター・グロビンスキー
- フェレンク・ガランポス

### フランス
- アルファ
- オット・ウェズリー
- ゲータン・ブルーム
- シリル・ハーベイ
- ジャン・ピエール・バラリノ
- タバリー（ロープマジックを演じ、FISMを優勝する。）
- デビッド・ストーン
- ノベール・フェレ
- ピエール・エデルナ
- ボリス・ワイルド
- マイケル・ロス
- マスク
- ヨガノ(Jr.含む)
- ロベール・ウーダン

## 不明・未分類
- チャン・インスン
- リチャード・カウフマン
- カーター・ザ・グレート（チャールズ・カーター）
- ギャリー・カーツ
- フランシス・カーライル
- レナルド・キオ
- ジミー・グリッポー
- ケン・クレンチェル
- ゴールディン
- ビル・サイモン
- ハワード・サーストン
- ブルース・サーボン
- アル・シュナイダー（コインマジックのマトリックスの考案者）
- スチュアート・スミス
- アルバート・タム
- Dr.ジェイコブ・ダレー（ダレイ）
- ハリー・デバノ（カードが一組のトランプからせり上がってくるデバノ式ライジングカードが有名）
- パイルッチ・トラサンソバット
- ニック・トロスト（「絵札のパーティ」など比較的やさしいカードマジックを多く考案）
- アレキサンダー・ハーマン
- ブラザー・ジョン・ハーマン
- エルマー・ビドル
- ヒューガード（『Expert Card Technique』、『The Royal Road to Card Magic』の著者の一人）
- フレデリック・ブラウエ
- ハリー・ブラックストーン（Jr.含む）
- ケン・ブルック
- アル・ベーカー
- ジョナサン・ペンドラゴン（ペンドラゴンズ）
- ホフマン
- ナート・ライプチヒ
- ジョン・ラムゼイ（コイン・マジックの名作、シリンダー＆コインの考案者）
- エディ・レイ